# Осепян, Левон Оганесович
Левон Оганесович Осепян (арм. Լևոն Օսեպյան; 25 июля 1952, Ереван — 1 июля 2024) — российский и армянский писатель, издатель и фотохудожник, главный редактор альманахов «Меценат и мир» и «Арагаст», член правления Союза российских писателей (с 11 декабря 2012 — Оргсекретарь Союза), член Международной ассоциации писателей и публицистов (МАПП), фотохудожник (член Творческого союза профессиональных художников), сопредседатель Московского общества дружбы с Арменией, член правлений Международной ассоциации содействия культуре, Общества дружбы со Словакией, сопредседатель Клуба «Диалог культур».

## Биография
Родился 25 июля 1952 года в Ереване. В 1974 году окончил энергетический факультет Азербайджанского института нефти и химии им. М. Азизбекова. Работал в Рязани, Тюменской области и Москве.
Автор книг «Посещение Земли», «Пьесы», «Крик», «Телефонный звонок», «Моя Голгофа» и др. Произведения переводились на армянский, польский, словацкий, чешский, таджикский, румынский, немецкий, итальянский, французский и английский языки. По словам поэта Овика Овеяна, Левону Осепяну принадлежит большая роль в развитии и поддержании армяно-российских культурных связей.
Занимается художественной фотографией. Фотографии Левона Осепяна находятся в частных коллекциях в США, Канаде, Франции, Италии, Испании, Израиле, Великобритании, Австралии, Иране, Ливане, Австрии, Польше, Чехии, Словакии, Армении, России, Голландии, Германии, используются в оформлении книг и периодических изданий. Имел персональные выставки в Армении, России, Польше, Китае, Израиле и других странах. В 2022 году в Москве вышел альбом «Армянский мир в фотопортретах Левона Осепяна».
Умер 1 июля 2024 года после тяжёлой болезни в возрасте 71 года.

## Награды
Награждён государственными наградами Республики Чехия и Словацкой Республики, а также званиями и почетными грамотами различных общественных организаций России, почётной грамотой Министерства культуры Российской Федерации за большой вклад в развитие культуры (2011).

## Книги
- Посещение Земли. Рассказы. Рязань: Ряз. бюро пропаганды худ. лит., 1990. 32 с.
- Крик. Рязань: Проф. союз литераторов. Ряз. орг., 1994. 40 с.
- То же. Рязань: Узорочье, 2004. 32 с. ISBN 5-85057-531-6
- Пьесы. Рязань: Проф. союз литераторов. Ряз. орг., 1995. 176 с.
- Телефонный звонок: Рассказы. Переводы. Впечатления. 2-е изд., доп. М.: Гуманитарий, 2007. 168 с. ISBN 978-5-91367-016-8
- Моя Голгофа. Рязань: Узорочье, 2000. 4 с.
- Избранное. Рязань: Поверенный, 2008. 168 с. ISBN 978-5-93550-006-0
- Как я однажды чуть не затопил Венецию. М.: Гуманитарий, 2014. 128 с. ISBN 978-5-91367-106-6